# Celeste Ng
Celeste Ng (* 30. července 1980 Pittsburgh) je americká spisovatelka, autorka povídek, esejů a románů a držitelka několika ocenění za své dílo.

## Život a dílo
Celeste Ng se narodila v Pittsburghu. Její rodiče pocházejí z Hongkongu, do Spojených států amerických se přestěhovali koncem 60. let 20. století. Její otec byl fyzik v NASA, matka byla chemička, učila na Cleveland State University. Když bylo Celeste deset let, přestěhovali se z Pittsburghu do Shaker Heights v Ohiu. Po ukončení střední školy v roce 1998 studovala angličtinu na Harvardově univerzitě, kde získala titul Bachelor of Arts, poté tvůrčí psaní na Michiganské univerzitě, které ukončila titulem Master of Fine Arts. Na Michiganské univerzitě vyhrála cenu Hopwood za povídku What Passes Over. V roce 2016 získala stipendium od National Endowment for the Arts a v roce 2020 Guggenheimovo stipendium. Od roku 2014 bydlí v Cambridge, v Massachusetts. V roce 2020 se spojila s neziskovou organizací We Need Diverse Books, aby zahájila granty na stáže v nakladatelství pro dospělé z různých prostředí se zájmem o vydavatelskou kariéru.
Její povídka Girls, at Play byla publikována v Bellevue Literary Review v roce 2010, v roce 2012 získala cenu Pushcart a v roce 2015 cenu Alex. Její povídky a eseje se objevily také v dalších časopisech, například The New York Times, The Guardian, Kenyon Review Online.
V roce 2014 vyšel román Everything I Never Told You,který se stal bestsellerem The New York Times, významnou knihou New York Times roku 2014 a nejlepší knihou roku 2014 Amazonu. Druhý román Little Fires Everywhere vyšel v roce 2017, se také stal bestsellerem New York Times. Podle románu vznikla stejnojmenná minisérie Hulu z roku 2020. Třetí román Our Missing Hearts vyšel v roce 2022.

## Česky vydané knihy
- Vše, co jsme si nikdy neřekli, 2016 (Everything I Never Told You, 2014)[14]

- Ohníčky všude kolem, 2017 (Little Fires Everywhere, 2017)[15]
- Naše ztracená srdce, 2023 (Our Missing Hearts, 2022)[16]